# پارک پلیستوسن

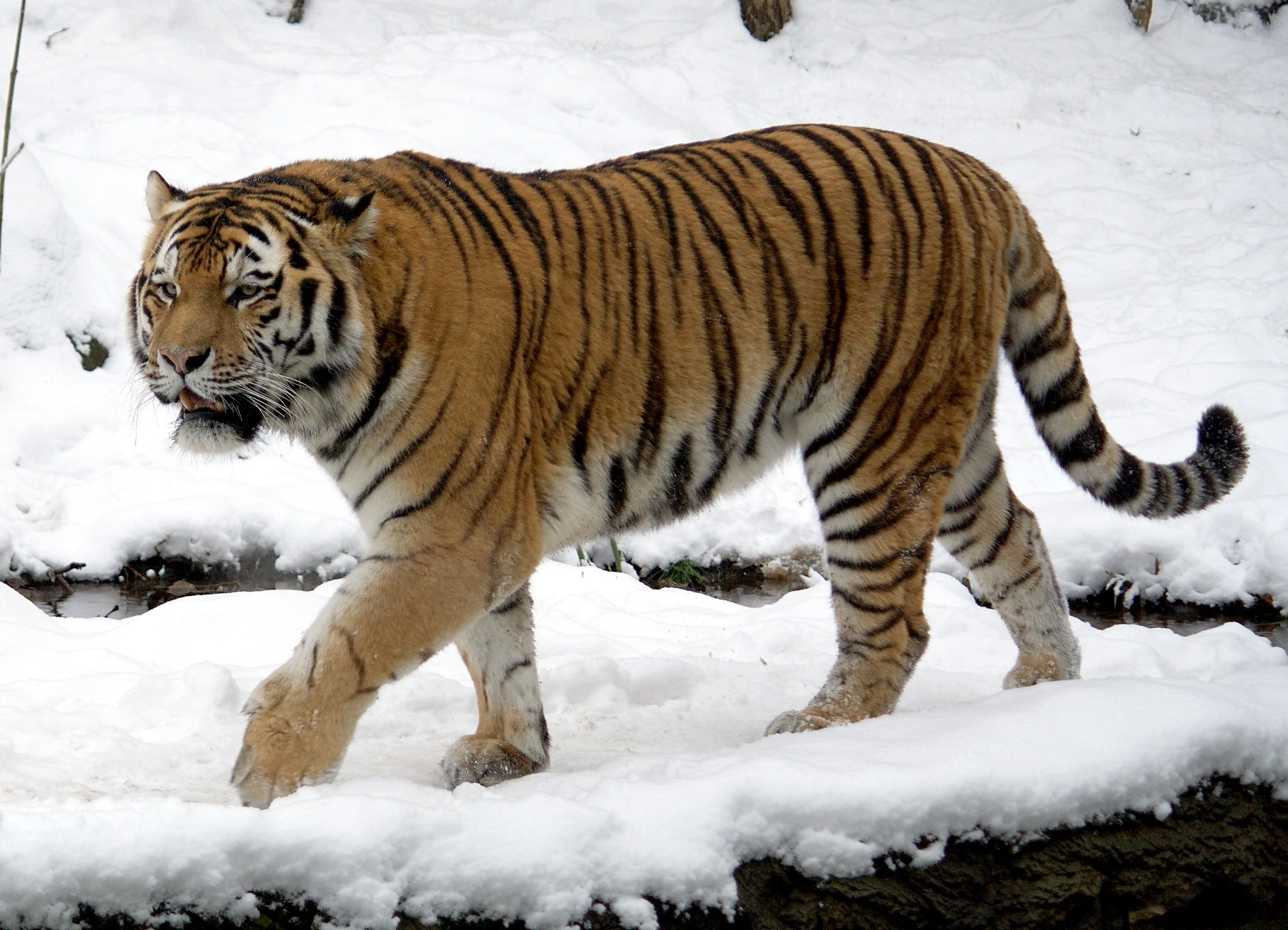
ببر سیبری

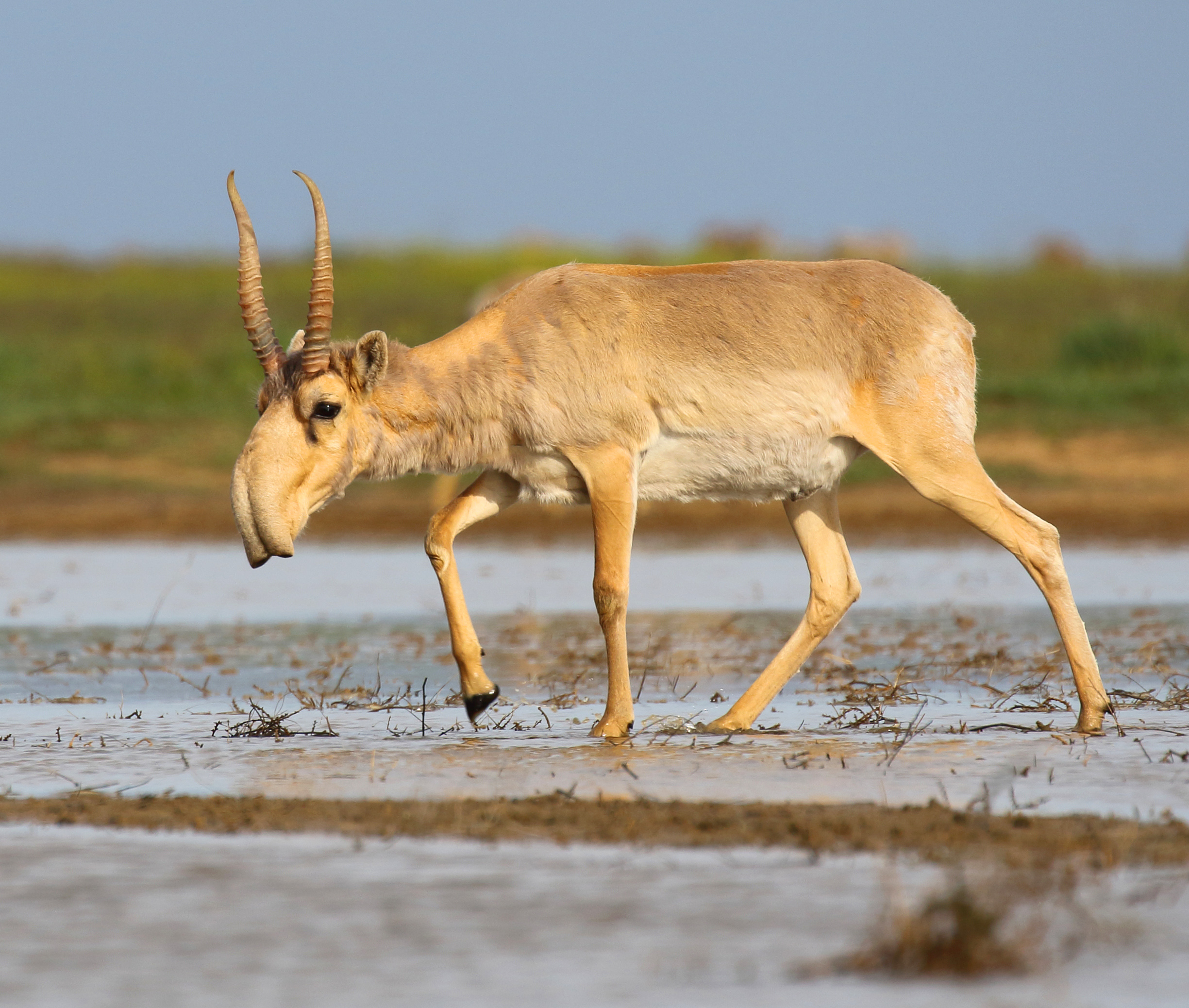
سایگا در اروپا منقرض شده‌است و یک گونه در بحران انقراض است.

پارک پلیستوسن یک ذخیره‌گاه طبیعی در رودخانه کولیما در جنوب چرسکی در جمهوری یاقوتستان، روسیه، در شمال شرقی سیبری است که در آن تلاش می‌شود تا اکوسیستم چمنزار استپی زیرقطبی شمالی که در آخرین دوره یخبندان در این منطقه شکوفا شده بود، دوباره ایجاد شود. 

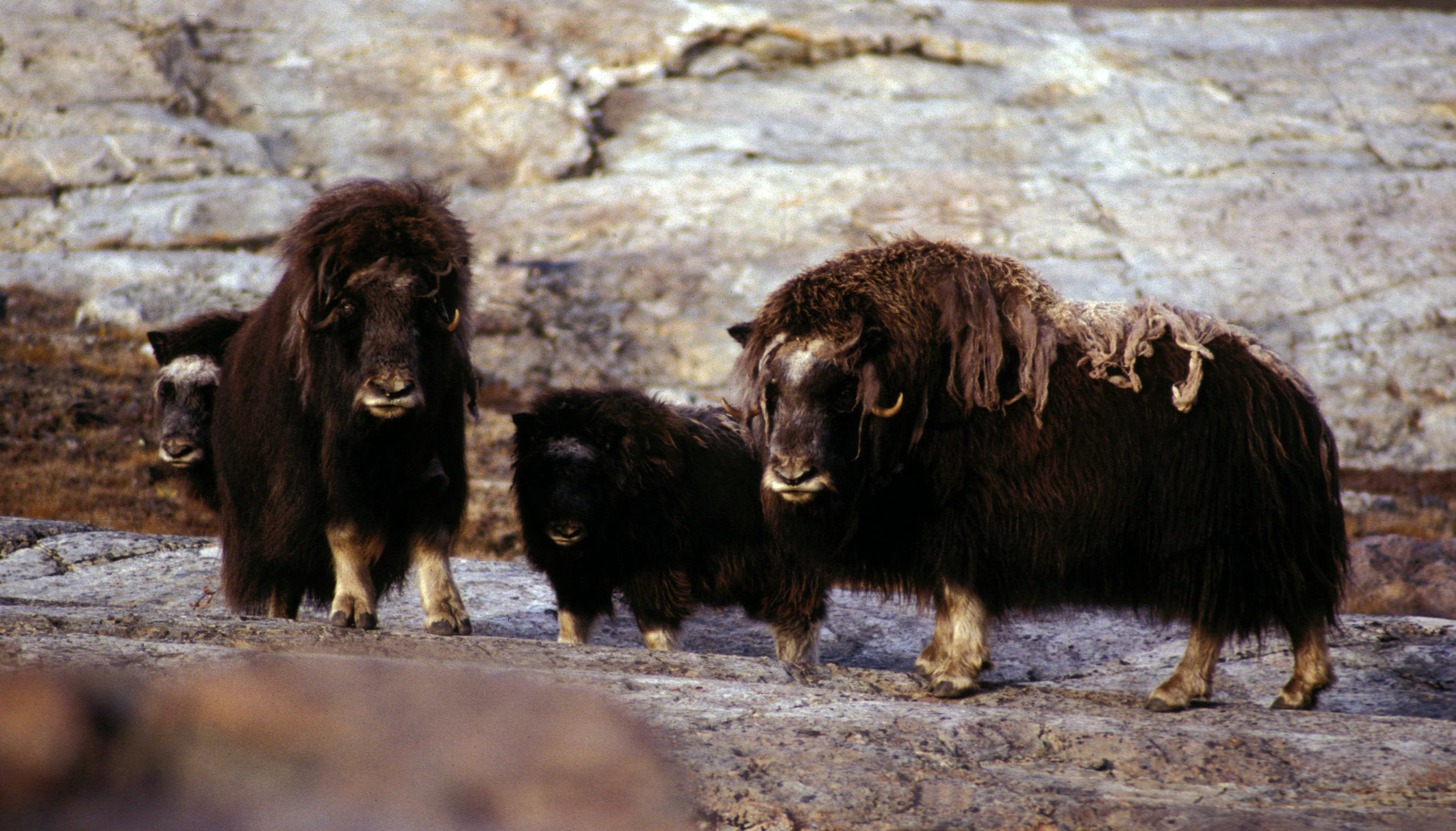
خانواده گاو مشک

این پروژه توسط دانشمندان روسی سرگئی زیموف و نیکیتا زیموف رهبری می‌شود، این فرضیه را آزمایش می‌کنند که جمعیت مجدد با گیاه‌خواران بزرگ (و شکارچیان) می‌تواند اکوسیستم‌های چمنزار غنی را بازیابی کند، همان‌طور که انتظار می‌رود شکار بی‌رویه، و نه تغییر آبوهوا، عامل اصلی انقراض حیات وحش و ناپدید شدن چمنزارها در پایان دوره پلیستوسن بود.
پیشنهاد شده‌است که معرفی انواع گیاه‌خواران بزرگ ، کنام‌های بوم‌شناختی باستانی آنها را در سیبری بازسازی می‌کند و زمین پلیستوسن را با زیستگاه‌های بوم‌شناختی مختلف آن مانند تایگا، توندرا، استپ و استپ‌های آلپی بازسازی می‌کند.
در لبه‌های چمنزار (در درختچه‌ها و جنگل‌ها) خرس قهوه‌ای، دله، خرس غارنشین، سیاه‌گوش وشق، ببر، پلنگ و روباه سرخ نیز وجود داشت. ببر سیبری و پلنگ آمور بخش جنوبی بیوم استپ را اشغال کردند و جمعیت‌های باقی‌مانده هنوز در امتداد مرز کنونی روسیه و چین در مناطق آمور و پریموریه یافت می‌شوند.
در نهایت، هنگامی که تراکم بالایی از گیاه‌خواران در یک منطقه گسترده به دست آمد، شکارچیانی بزرگ‌تر از گرگ باید معرفی شوند تا کلان‌زیاگان را تحت کنترل داشته باشند.

## نگارخانه

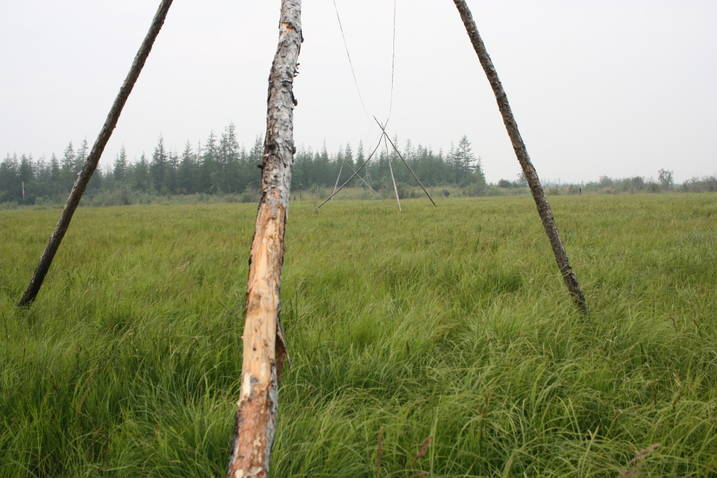
چمنزار بازسازی شده در پارک پلیستوسن
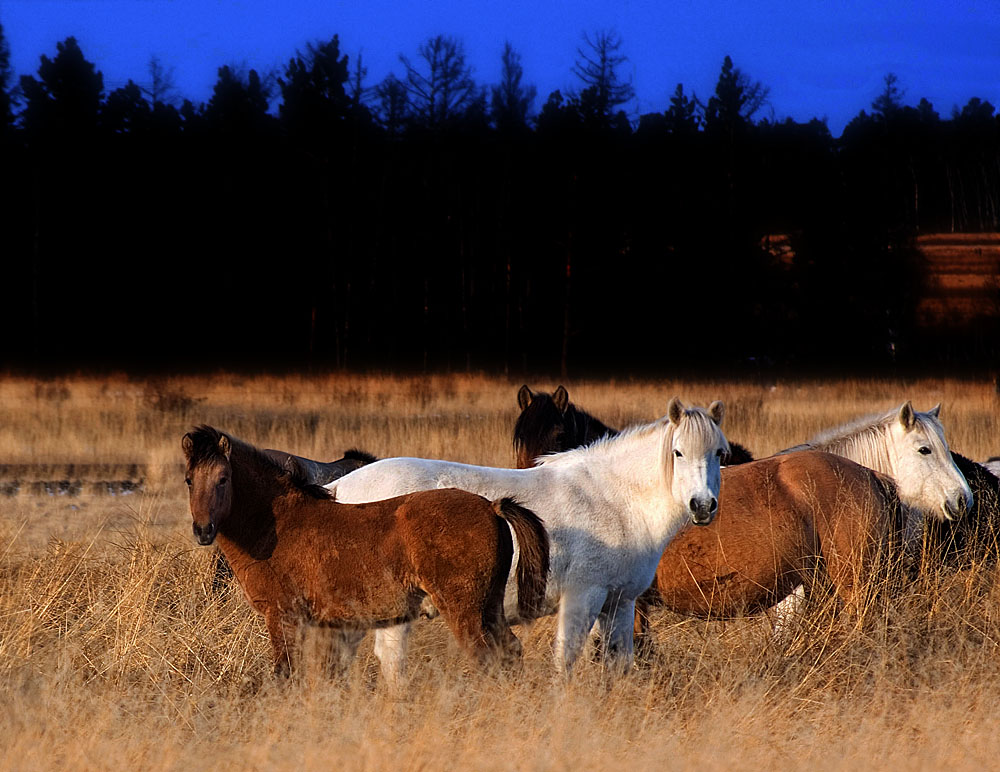
اسب‌های یاقوتستان
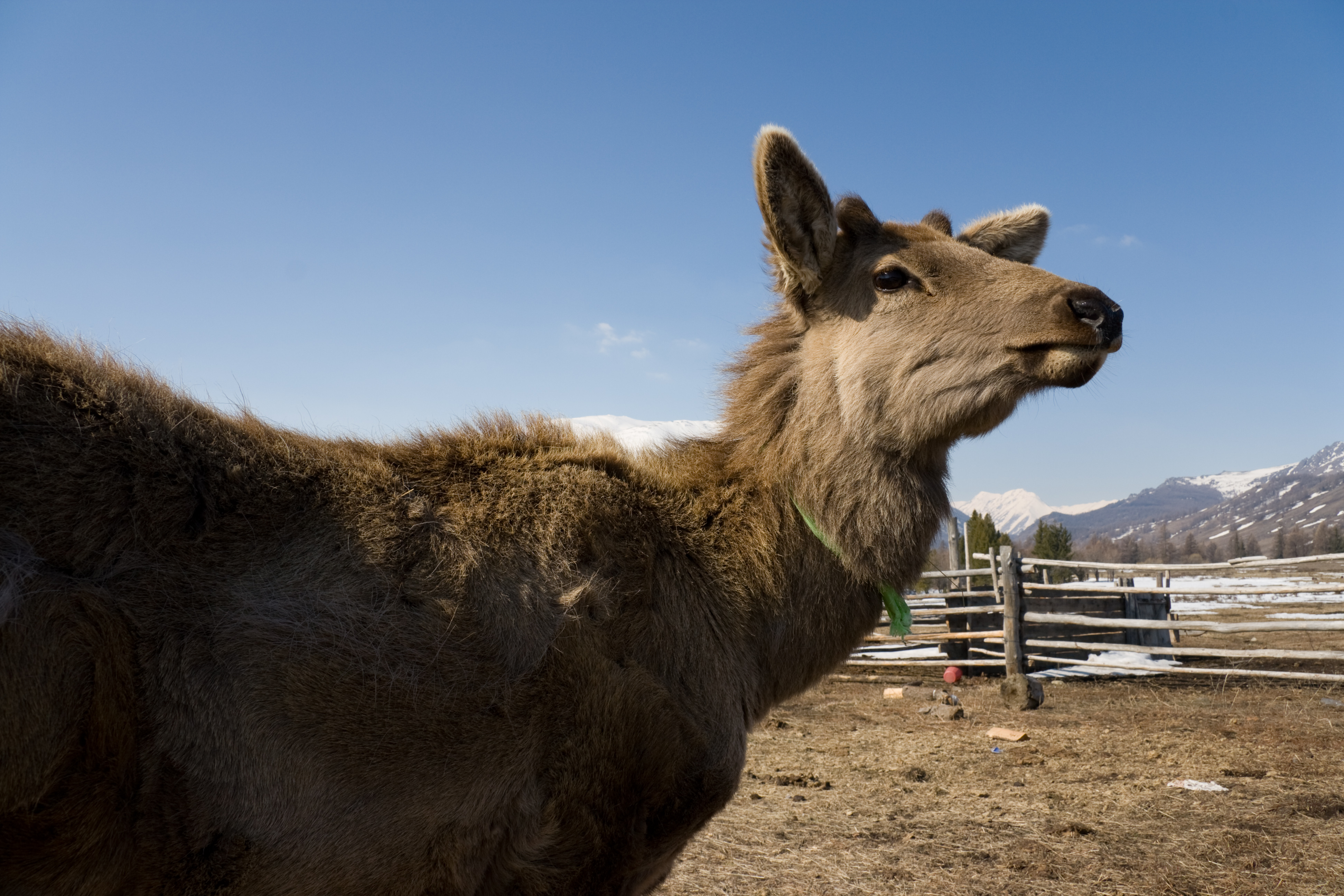
مرال آلتای